# پاگار الام
پاگار الام (به لاتین: Pagar Alam) یک منطقهٔ مسکونی در اندونزی است که در سوماترای جنوبی واقع شده‌است.
 پاگار الام ۶۳۳٫۶۶ کیلومتر مربع مساحت و ۱۴۶,۹۷۳ نفر جمعیت دارد.